# Rumex woodii
Rumex woodii är en slideväxtart som beskrevs av N. E. Brown. Rumex woodii ingår i släktet skräppor, och familjen slideväxter. Inga underarter finns listade i Catalogue of Life.